# Erica Johansson
Erica Johansson (née le 5 février 1974 à Mölndal) est une ancienne athlète suédoise spécialiste du saut en longueur.

## Palmarès

### Championnats d'Europe d'athlétisme en salle
- Championnats d'Europe d'athlétisme en salle 2000 à Gand,  Belgique
  -  Médaille d'or du saut en longueur

### Championnats du monde junior d'athlétisme
- Championnats du monde junior d'athlétisme 1990 à Plovdiv,  Bulgarie
  -  Médaille d'argent du saut en longueur
- Championnats du monde junior d'athlétisme 1992 à Séoul,  Corée du Sud
  -  Médaille d'or du saut en longueur